# Glenn Freemantle
Glenn Freemantle – brytyjski montażysta dźwięku.

## Filmografia
- 1991: Wysłuchaj mej pieśni
- 1993: Mały Budda
- 1994: Backbeat
- 1995: Hakerzy
- 1997: Strażnicy Apokalipsy
- 1997: Następne dziewięć i pół tygodnia
- 1997: Grób Roseanny
- 1999: Human Traffic
- 1999: Mansfield Park
- 2000: Nieśmiertelny IV: Ostatnia rozgrywka
- 2000: Niebiańska plaża
- 2001: Kurator
- 2001: Iris
- 2001: Dziennik Bridget Jones
- 2002: Ali G
- 2002: 28 dni później
- 2003: Johnny English
- 2003: To właśnie miłość
- 2004: Bridget Jones: W pogoni za rozumem
- 2005: V jak vendetta
- 2006: Porzuceni
- 2007: A Dying Breed
- 2007: Młodzi duchem
- 2007: W stronę słońca
- 2007: Złoty kompas
- 2008: 28 tygodni później
- 2008: Angus, stringi i przytulanki
- 2008: Kis Vuk
- 2008: Jak stracić przyjaciół i zrazić do siebie ludzi
- 2008: Slumdog. Milioner z ulicy
- 2009: X Returns
- 2009: Było sobie kłamstwo
- 2009: Lęk
- 2009: Agora
- 2009: Wszyscy mają się dobrze
- 2010: Cudowne życie po życiu
- 2010: 127 godzin
- 2010: Nie opuszczaj mnie
- 2010: Niania i wielkie bum
- 2011: Will
- 2011: Dzień z życia
- 2011: Johnny English Reaktywacja
- 2011: Gnomeo i Julia
- 2011: Jeden dzień
- 2011: Dziewiąty legion
- 2012: Kwartet
- 2012: Marley
- 2012: Dredd 3D
- 2013: Złodziejka książek
- 2013: Jeżeli nadejdzie jutro
- 2013: Last Passenger
- 2013: 400 Boys
- 2013: Stacja szyfrująca
- 2013: Trans
- 2013: Grawitacja
- 2014: Posh

## Nagrody i nominacje
Został uhonorowany Oscarem i dwukrotnie nagrodą BAFTA, a także otrzymał nominację do nagrody Goya, Oscara, dwukrotnie nagrody BAFTA i trzykrotnie nagrody Satelity.